# 大垣輪中

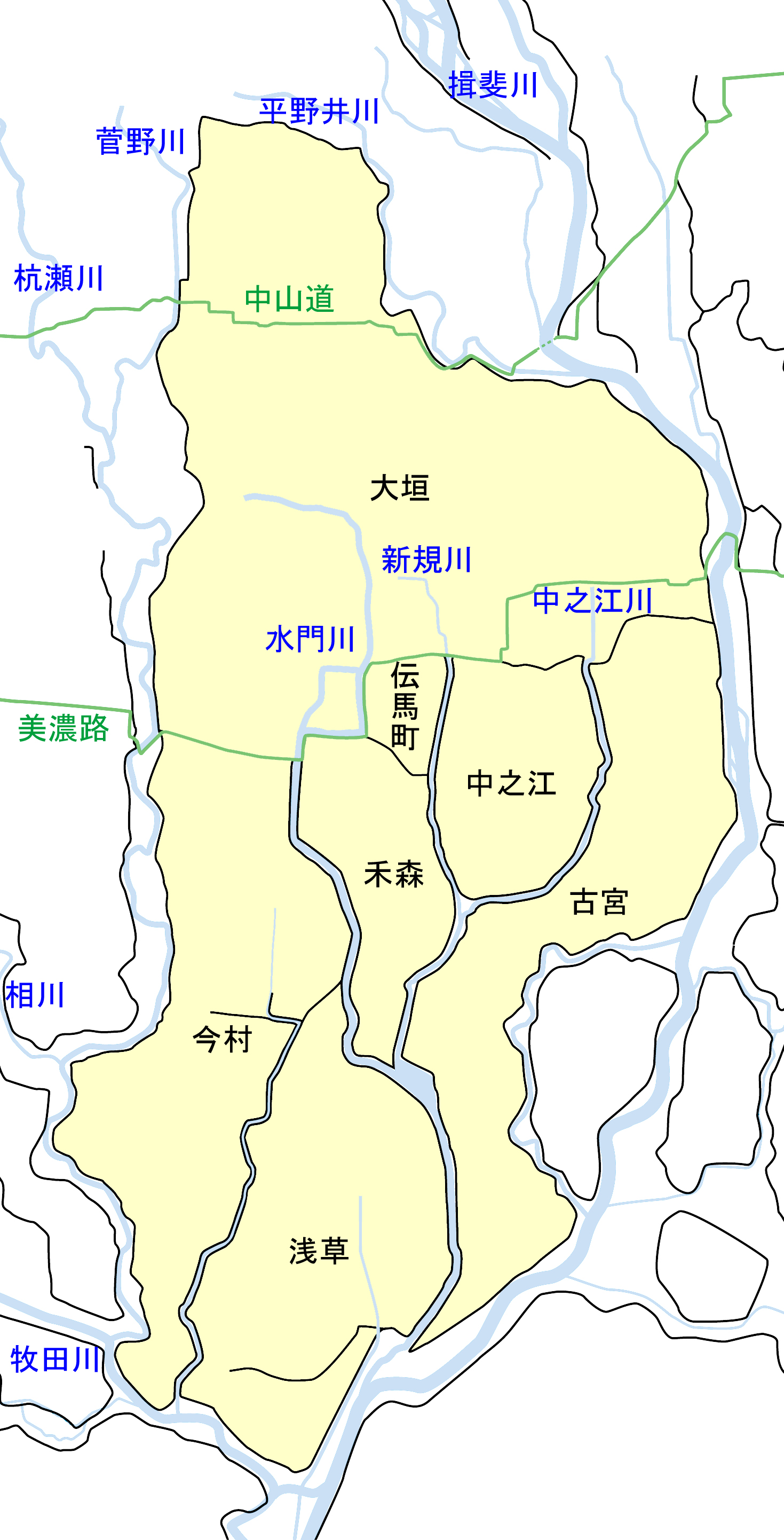
大垣輪中の内郭輪中と、近隣の輪中や周辺の河川の様子

大垣輪中（おおがきわじゅう）は、岐阜県南西部の木曽三川流域にあった輪中。

## 地理

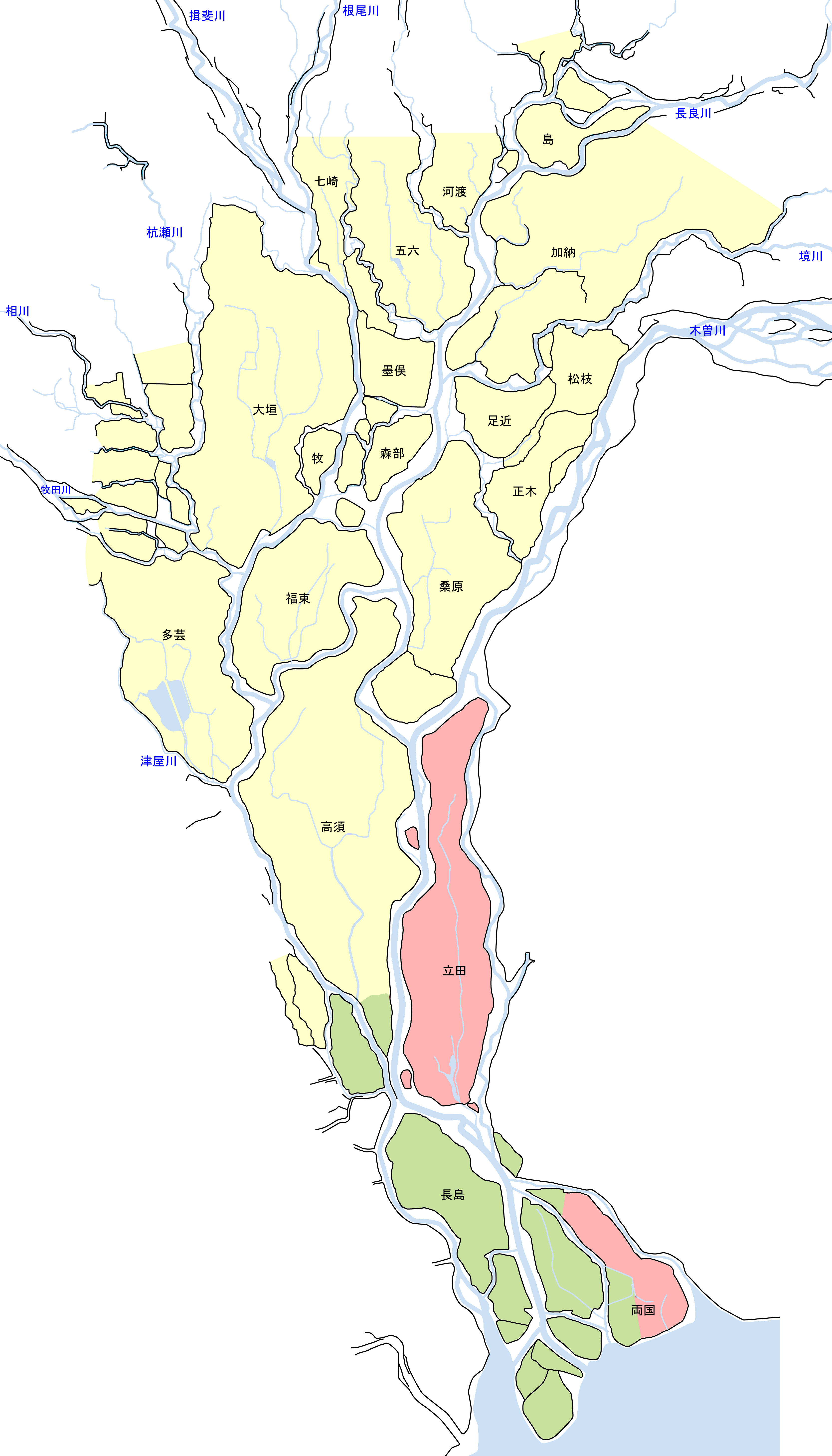
明治時代初期の輪中地帯の様子（黒字は主要な輪中名、水色線・青字は主要な河川、着色は黄が美濃国（岐阜県）・赤が尾張国（愛知県）・緑が伊勢国（三重県））

現在の大垣市市街地を中心とした地域で、現在の大垣市と神戸町に含まれる。具体的には揖斐川・杭瀬川・牧田川・平野井川に囲まれた地域であり、水門川・中之江川・新規川（西中之江川）は大垣輪中内を流れていた。面積は約4255ヘクタール。大きな複合輪中であり、輪中内に以下の内郭輪中を有する。
伝馬町輪中（てんまちょうわじゅう）または伝馬輪中（てんまわじゅう）
大垣輪中の中央よりやや北に位置した面積約57ヘクタールの輪中。東は新規川の堤防、北は美濃路・南は街路が堤防の役割を果たし、西は大垣城の堀に囲まれていた。
禾森輪中・禾ノ森輪中（のぎのもりわじゅう）
大垣輪中のほぼ中央に位置した面積約246ヘクタールの輪中。明治初年の絵図に禾森村と築捨村の間に堤防と思わせる地名があることから、元々禾森村を含む北半分で輪中を形成した後で、築捨村を含む地域が開発されたと推測される。
中之江輪中（なかのえわじゅう）または西中之江輪中（にしなかのえわじゅう）
伝馬輪中・禾ノ森輪中の東側、新規川と中之江川の間に位置した面積約290ヘクタールの輪中。
古宮輪中（ふるみやわじゅう）または東中之江輪中（ひがしなかのえわじゅう）、中之江東輪中（なかのえひがしわじゅう）
中之江輪中の東側、大垣輪中全体の東端に位置した面積648ヘクタールの輪中。
今村輪中（いまむらわじゅう）または多芸島輪中（たぎしまわじゅう）
禾ノ森輪中の西側、大垣輪中全体の西端に位置した面積約1306ヘクタールの輪中。内郭輪中では最も大きい。南北に細長く低湿地帯に位置するため、輪中内の標高差により悪水が低位部に流れ込まないように除があった。北側は美濃路の盛土が堤防の役割を担っていた。
広義には浅草輪中を含む。境界には排水用の大江（新江）が存在し、浅草輪中の地域を「江東組」、狭義の今村輪中の地域を「江西組」と呼んだ。
浅草輪中（あさくさわじゅう）
今村輪中の南側、大垣輪中全体の南端に位置した面積約668ヘクタールの輪中。江戸時代の低湿地の新田開発で成立した内郭輪中では最も新しい地域で、大永年間に横曽根新田、正保年間に浅草東・中・西の浅草三郷、1653年（承応2年）に横曽根吹ケ原新田が開発された。なお、最初に開発された横曽根新田は単独で小堤で囲まれており、資料によってはこれを「横曽根輪中」としている場合がある。
大垣輪中の周囲には、揖斐川を挟んだ東側に牧輪中・中須輪中・大明神輪中など、杭瀬川を挟んだ西側に静里輪中、綾里輪中、祖父江輪中、江月輪中などの小輪中が存在していた。

## 歴史

### 複合輪中の成立
大垣輪中の地域は揖斐川扇状地に位置しており、扇状地末端部の高位部に位置する輪中北部の堤防はかなり古くから存在していた。1199年（正治元年）には杭瀬川の氾濫による堤防の補修を巡って国衙と大井荘の間で争いが起きているが、この時点では輪中は形成されていなかったと考えられる。その付近からの多量の湧水によって水門川水系は形成されており、低位部の輪中は悪水を排除しながら開拓していった過程で形成された。
大垣藩に戸田氏が入った翌年の1636年（寛永13年）に懸廻堤が完成し複合輪中の「大垣輪中」が完成した。この地域はごくわずかな例外を除いて戸田氏の所領であったため統一的な治水行動も可能で、江戸時代後半に外来河川の河床上昇により輪中内の悪水処理が困難になると、1781年（天明5年）に揖斐川の河底を伏越して下流域で揖斐川に放水する「鵜森伏越樋管」が作られるなど大規模な工事も行われた。
なお、水門川は1561年（永禄4年）に大垣城の外堀を兼ねるために開削延長されており、江戸時代には桑名宿とを繋ぐ水運に利用された。港町であった船町には問屋や倉庫が並び、河港として栄えた。

### 分流工事による変化

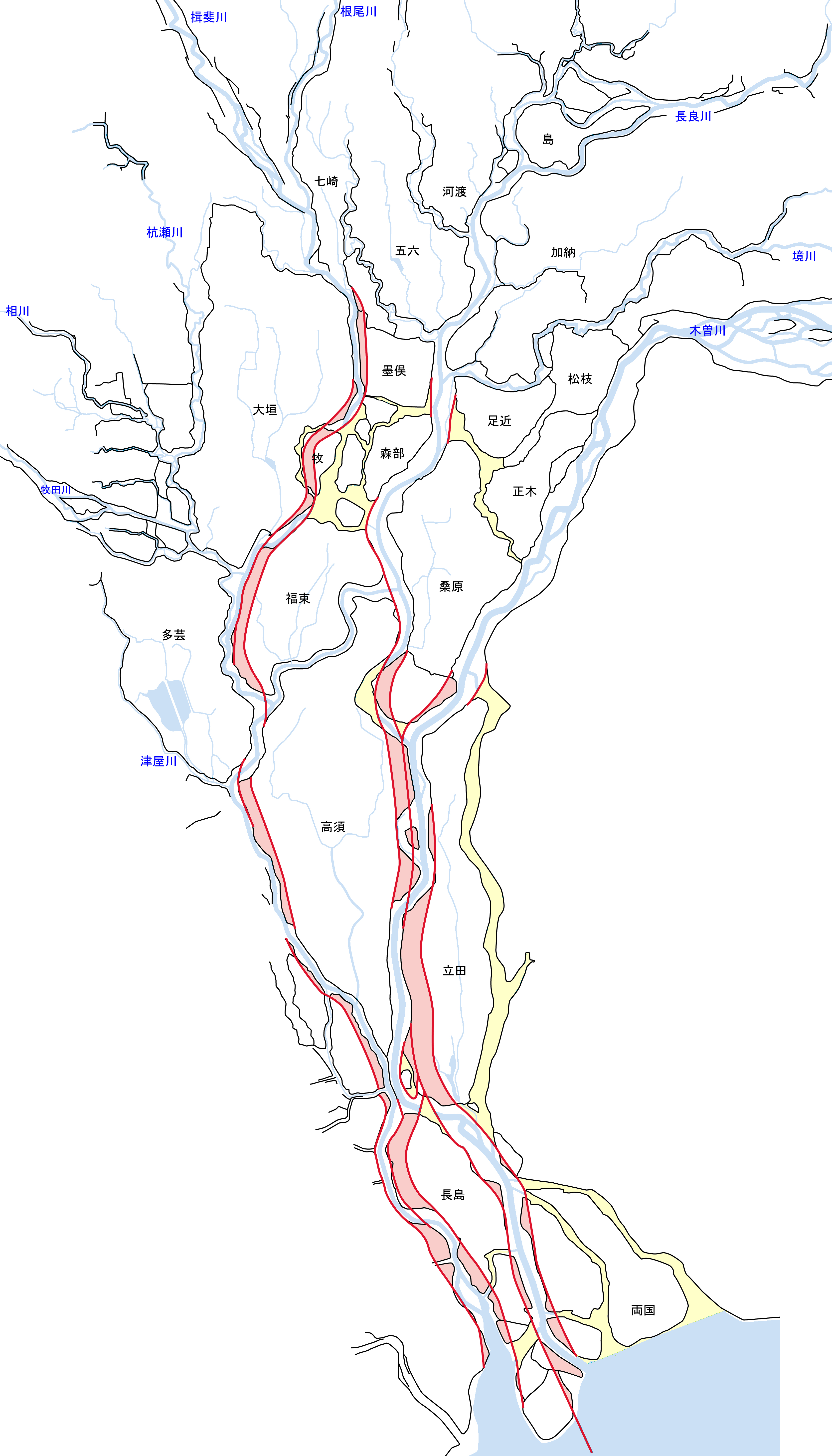
明治時代の木曽三川分流工事による堤防の変遷（赤線が新堤防、黒線が旧堤防、薄赤着色部が開削された部分、薄赤着色部が締め切りなどがされた河川）

明治時代に入ると、1881年（明治14年）3月に大垣輪中揖斐川牧田川杭瀬川堤防組合水利土功会が成立。その後改組して大垣輪中水害予防組合が1898年（明治31年）8月24日に成立した。
西濃地方は1882年（明治15年）から7年間で44回の大洪水に見舞われ、特に1888年（明治21年）の暴風雨では大垣輪中は泥海化していた。木曽三川分流工事は1887年（明治20年）から工事が始まっていたものの、工事は木曽川河口から始められ、大垣輪中の地域は未定であった。当時県議会議員であった金森吉次郎は大垣輪中を代表し、山田省三郎ともに上流改修の必要性を主張した。この陳情もあり、1990年（明治33年）からの第3期工事以降で大垣輪中の地域の工事も実施される。
大垣輪中の周辺では、蛇行していた揖斐川の線形を改善するように改修が行われた。大垣輪中と隣接する牧輪中を縦断するように新揖斐川河道が通され、それに伴って古宮輪中の一部も開削された。東西に分断された牧輪中の西側地域（馬瀬村）とは、古宮輪中との間の旧揖斐川派川の河道が締め切られて陸続きとなった。また、水門川は浅草輪中の南東部で直接揖斐川へと合流していたが、より下流側で牧田川と合流した後に揖斐川に合流するように変更された。

## 関連施設
- 輪中館・輪中生活館